# Ferrovia di Alfarelos
La ferrovia di Alfarelos (in portoghese Ramal de Alfarelos) è una linea ferroviaria portoghese a scartamento iberico della lunghezza di 16,5 km che unisce la stazione di Alfarelos, posta sulla ferrovia del Nord alla ferrovia dell'Ovest nella stazione di diramazione "Bifurcação de Lares".
La ferrovia stabilisce un importante collegamento tra la ferrovia dell'Ovest e la ferrovia del Nord rendeno possibile un traffico diretto tra Coimbra e Figueira da Foz,

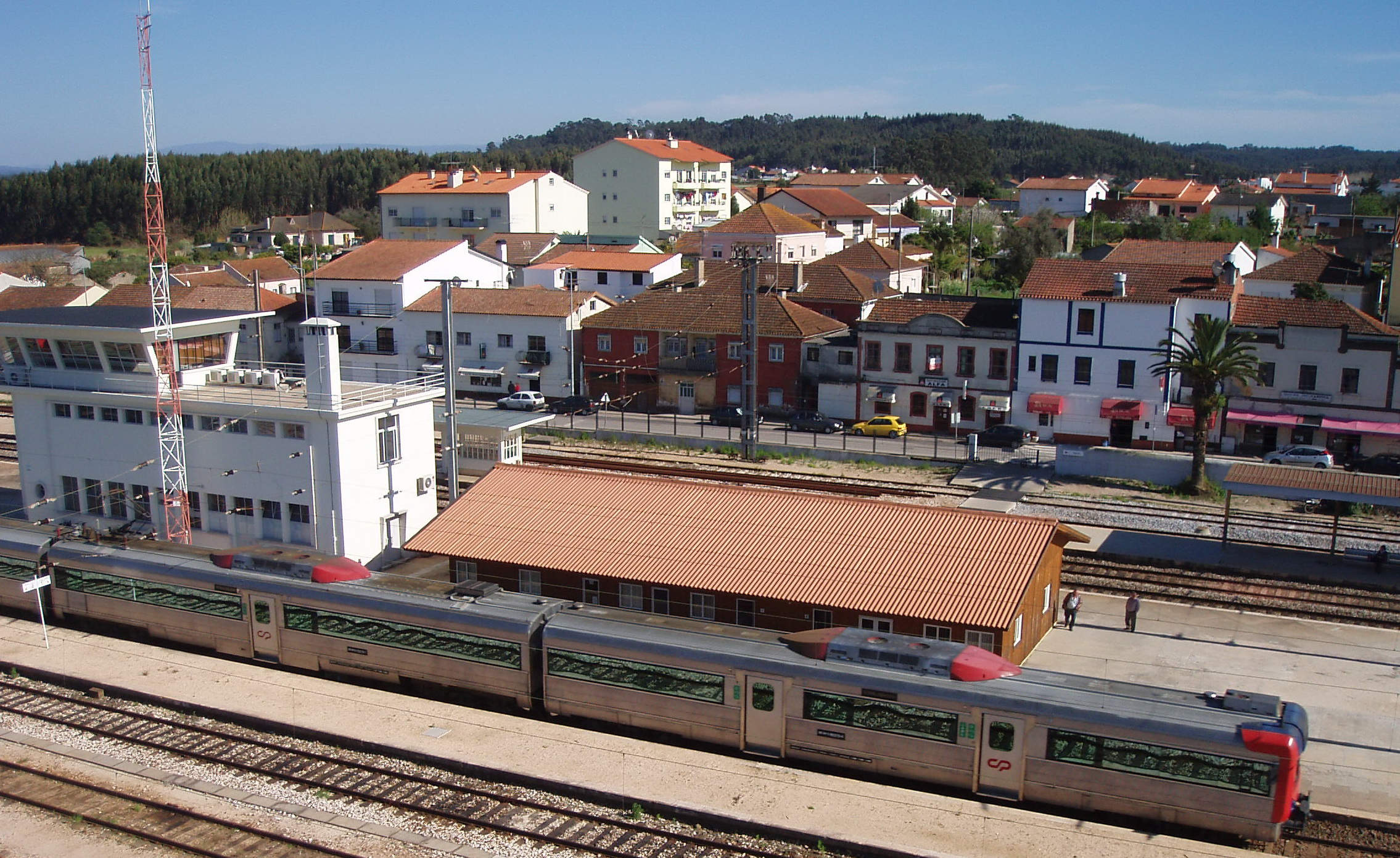
Stazione di Alfarelos

## Storia

### Prodromi
La stazione di Alfarelos fu realizzata contestualmente al tracciato ferroviario tra le stazioni di Soure e Taveiro attivato il 7 luglio 1864. Quando iniziò lo studio del progetto della ferrovia della Beira Alta emerse la necessità di raggiungere Coimbra, nodo ferroviario nel quale convergevano le ferrovie da Figueira da Foz e della Beira Alta. Tale collegamento avrebbe facilitato i trasporti della regione e collegato la capitale al porto di Figueira da Foz. 

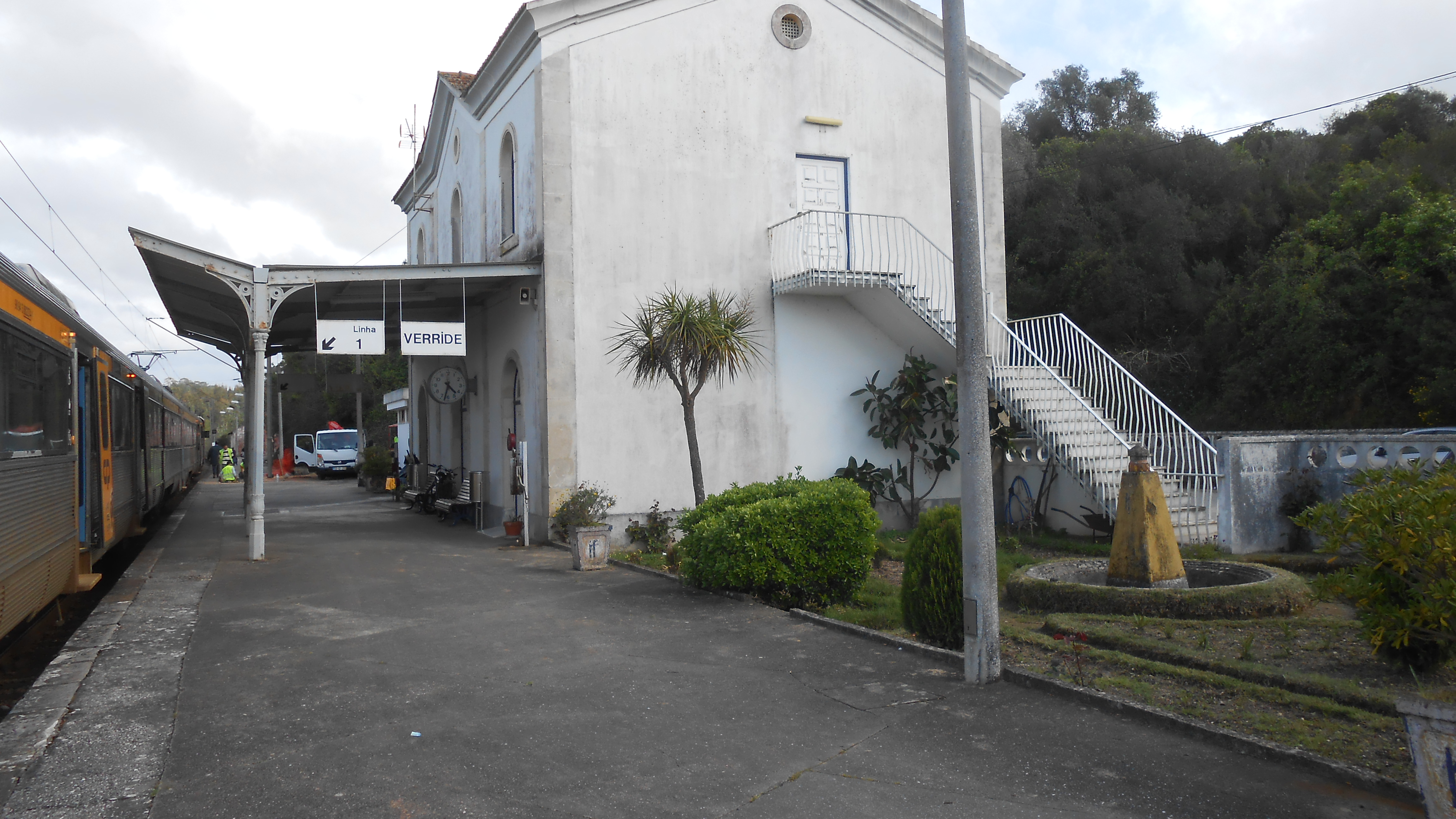
Stazione di Verride nel 2013

### Realizzazione
Nel 1880 la Companhia Real dos Caminhos de Ferro Portugueses propose, senza esito, al Parlamento un progetto di ferrovia tra Lisbona e Pombal, passante per Torres Vedras, Caldas da Rainha e Marinha Grande. Nel 1882 ne presentò uno nuovo tra Alcântara e Figueira da Foz con una diramazione su Alfarelos. Il 23 novembre 1883 fu rilasciata alla Companhia Real una concessione per il tracciato Torres Novas-Figueira da Foz e diramazione per Alfarelos in quanto la tratta Lisbona-Torres era stata assegnata alla società di Henrique Burnay; nel 1885 la "casa Burnay" cedette la concessione alla Companhia Real.
Il 21 agosto 1885 fu consegnato il contratto per costruire la Torres Vedras-Figueira e Alfarelos.
La tratta Leiria-Figueira da Foz fu aperta il 17 luglio 1888.

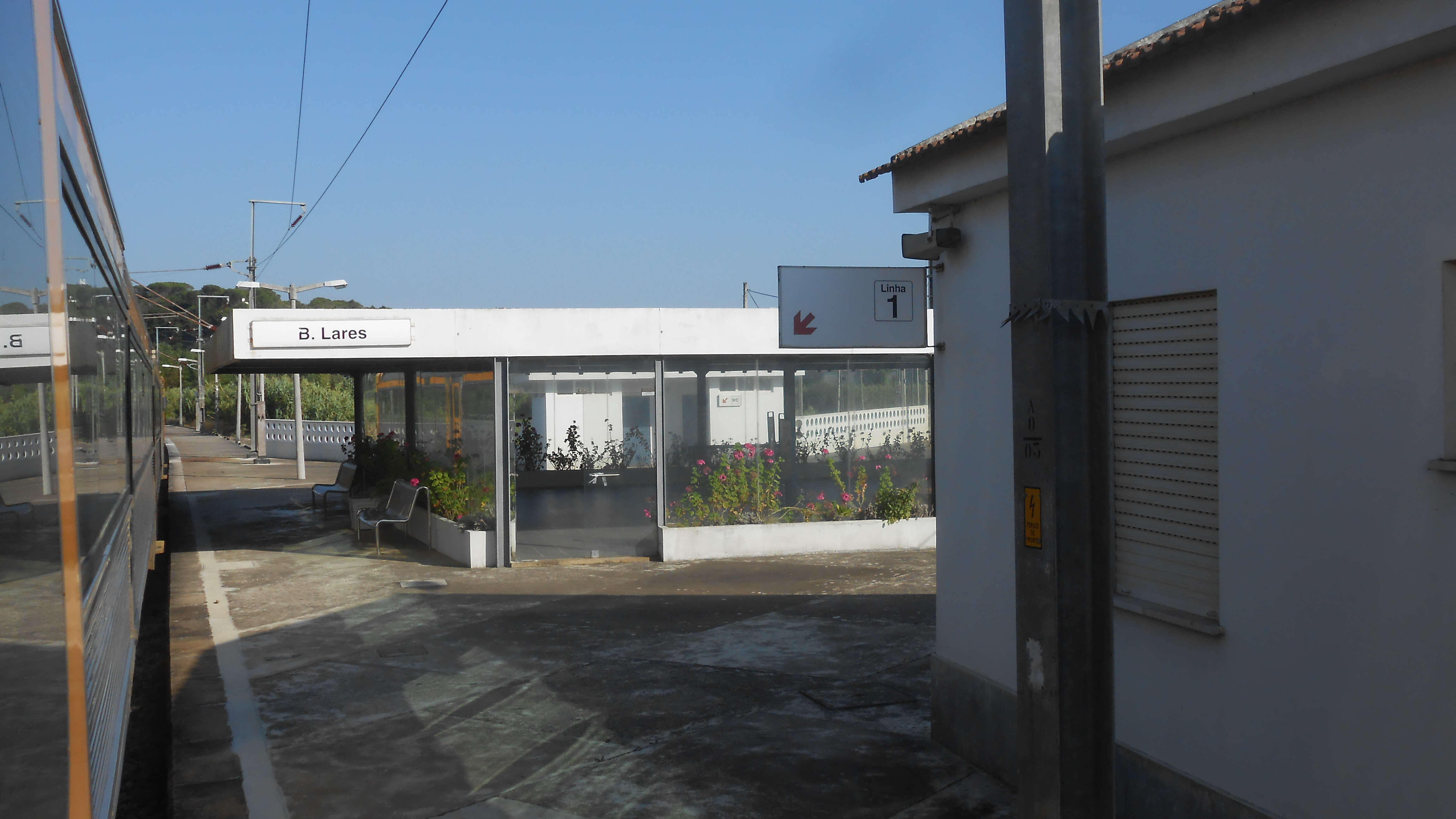
Bifurcação de Lares nel 2014

La tratta Amieira-Alfarelos entrò in funzione l'8 giugno 1889 realizzando il collegamento tra le linee del Nord e dell'Ovest e una relazione diretta tra la città di Coimbra e il porto di Figueira da Foz.
Il 25 maggio 1891 fu aperta la connessione di Alfarelos, di 627 m (detta anche di Lares) che evitava manovre nella stazione di Lares per immettersi verso Figueira da Foz.
Nel 1895 la Companhia Real organizzò l'offerta di trasporto con numerosi treni diretti per Coimbra e Figueira da Foz.

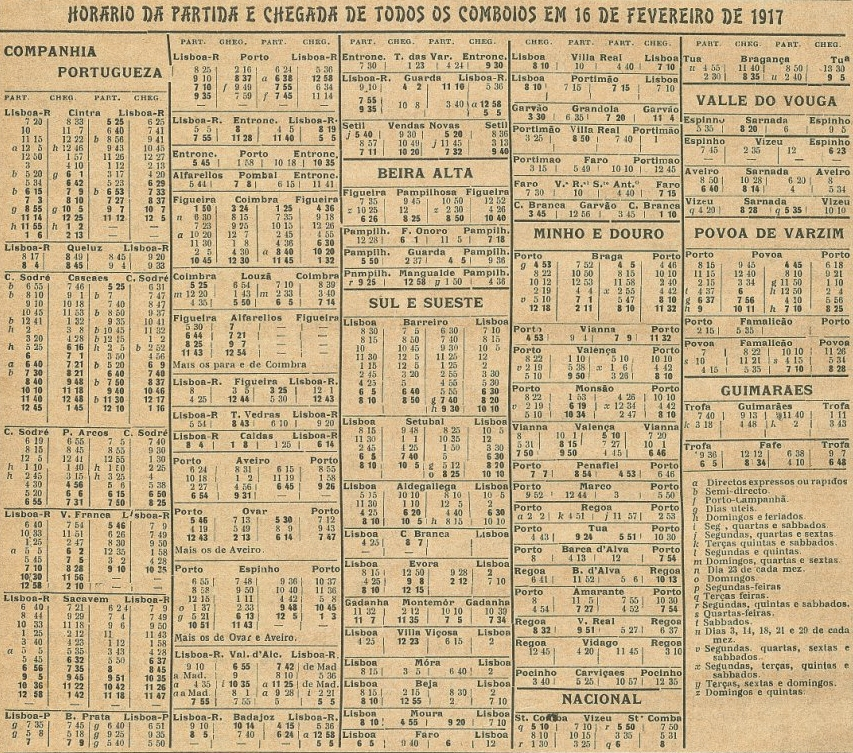
Orario del 1917

| Continuation backward |

| Station on track |

| Unknown route-map component "ABZgl" |

| Stop on track |

| Stop on track |

| Station on track |

| Stop on track |

| Junction both to and from left |

| Station on track |

| Continuation forward |

### Ammodernamento
Alla fine degli anni sessanta il "II Piano di sviluppo" programmò l'elettrificazione della ferrovia del Nord e delle afferenti e diramate tra cui quella tra Alfarelos e Figueira da Foz. Nel 1968 il Ministero dei trasporti portoghese stipulò un contratto con il Groupement d'Étude et d'Électrification de Chemin de Fer en Monophasé 50 Hz per l'esecuzione dei lavori di elettrificazione. In agosto la Companhia dos Caminhos de Ferro Portugueses approntò un contratto con un consorzio di imprese nazionali, tra cui SOMAFEL e Somapre e francesi, quali A. Borie e A. Dehé, per la rettifica di tracciato e il rinnovo dell'armamento di varie tratte tra cui quella di Alfarelos e Figueira da Foz.
L'elettrificazione della linea fu completata alla fine degli anni settanta.
Nel 1995 vennero immessi elettrotreni a tre casse sulla relazione Coimbra-Figueira da Foz.